# Junior Jack
Junior Jack är artistnamnet för Vito Lucente, född i Italien. Vito producerar musik av stilen house och har producerat populära singlar såsom:
- E Samba
- Thrill Me
- Stupidisco
- Da Hype (sång av Robert Smith från The Cure)

Vitos album Trust It blev släppt till stark lovord och rosor från recensenter.